# Campionat britànic de trial 1958
La temporada de 1958 del Campionat britànic de trial fou la 9a edició d'aquest campionat, organitzat per l'ACU. El calendari oficial constava de 23 proves puntuables.

## Classificació final
| Posició | Pilot           | Motocicleta   | Punts |
| ------- | --------------- | ------------- | ----- |
| 1       | Gordon Jackson  | AJS           | 83    |
| 2       | Sammy Miller    | Ariel         | 79    |
| 3       | Roy Peplow      | Triumph       | 74    |
| 4       | John Brittain   | Royal Enfield | 73    |
| 5       | Gordon Blakeway | Ariel         | 57    |
| 6       | Jeff Smith      | BSA           | 51    |
| 7       | Peter Stirland  | Greeves?      | 51    |
| 8       | John Giles      | Triumph?      | 49    |
| 9       | Ron Langston    | Ariel         | 35    |
| 10      | Brian Martin    | BSA?          | 34    |